# Veritas File System
Veritas File System (kurz: VxFS, im Betriebssystem HP-UX als JFS oder OJFS bezeichnet, nicht zu Verwechseln mit dem Journaled File System für AIX und Linux) ist eine kommerzielle Systemsoftware für Unix, die seit 1991 verfügbar ist. Das Veritas File System ist ein Journaling-Dateisystem, mit dem die Gefahr von Datenverlust beschränkt und die Geschwindigkeit der Datenintegritätsprüfung erhöht werden kann. Die Software kommt vor allem auf großen Dateiservern und Datenbankservern zum Einsatz und gilt als erstes kommerzielles Journaling-Dateisystem überhaupt.
VxFS ist eine Weiterentwicklung von UFS und wurde ab 1990 von der Firma Veritas Software im Auftrag von AT&T entwickelt. Seit der Übernahme von Veritas 2004 wird die Software durch NortonLifeLock (Symantec) weiterentwickelt und vertrieben. VxFS ist für verschiedene Unix-Derivate erhältlich, etwa Sun Solaris oder HP-UX, aber auch für Linux. Die Software ist im Bundle Veritas Storage Foundation enthalten. Eine Windowsversion ist ebenfalls erhältlich, sie wird als Veritas Storage Foundation für Windows angeboten.
Ab Version 5.0 ist auch eine kostenlose Version unter dem Namen Veritas Storage Foundation Basic mit eingeschränktem Funktionsumfang erhältlich.